# Rana Ismail
Rana Ismail , née le 20 juillet 2002 à Dubaï, est une joueuse professionnelle de squash représentant l'Égypte. Elle atteint en février 2025 la 61e place mondiale sur le circuit international, son meilleur classement. Sa sœur Hana Ismail est également joueuse professionnelle.

## Biographie
Elle se distingue en 2022 à l'occasion du Monte-Carlo Squash Classic en atteignant la finale face à Melissa Alves,.

## Palmarès

### Finales
- Monte-Carlo Squash Classic : 2022